# Ammophila clypeola
Ammophila clypeola là một loài côn trùng cánh màng trong họ Sphecidae, thuộc chi Ammophila. Loài này được Li and C. Yang miêu tả khoa học đầu tiên năm 1990.